# 本圀寺
本圀寺（ほんこくじ）は、京都市山科区御陵大岩にある日蓮宗の大本山（霊跡寺院）の寺院。山号は大光山。本尊は三宝尊。六条門流の祖山である。

## 歴史

### 中世
寺伝によれば、建長5年（1253年）8月に日蓮が鎌倉松葉ヶ谷に建立した法華堂が本国寺（後の本圀寺）の起源という。なお、松葉ヶ谷の草庵（法華堂）の所在地については複数の説がある。日蓮が伊豆国伊東（現・静岡県伊東市）への配流（伊豆法難）から戻った後、弘長3年（1263年）5月に法華堂は再興され、本国土妙寺と改称された。寺では日蓮を高祖、弟子の日朗を二祖と位置づけている。
嘉暦3年（1328年）に、後醍醐天皇の勅願所となっている。
本国寺が鎌倉から京都へ移ったのは貞和元年（1345年）3月で、四祖日静上人の時である。日静は室町幕府初代将軍足利尊氏の母・上杉清子の弟で、尊氏の叔父であった。そのため、幕府からの支援もあり、日静は光明天皇より寺地を賜ると六条堀川に寺基を移転させた。また、天皇から「正嫡付法」の綸旨も受けている。寺地は北は六条坊門（現・五条通）、南は七条通、東は堀川通、西は大宮通までの範囲を占めた。以降も寺は足利将軍家の庇護を受けたほか、応永5年（1398年）には後小松天皇より勅願寺の綸旨を得ている。比叡山延暦寺を御所の艮（北東・鬼門）とすると、本国寺は坤（南西・裏鬼門）に当たるため、皇室からも崇敬された。こうして本国寺は六条門流の祖山として隆盛を誇った。甲斐国の久遠寺が「東の祖山」と呼ばれるのに対し、京都に栄えた本国寺は「西の祖山」と呼ばれるようになる。
文明14年（1482年）に、後土御門天皇の勅諚により「法華総本寺」の認証を受けている。
天文5年（1536年）の天文法華の乱では他の法華宗寺院とともに焼き討ちされて焼失し、堺にある末寺の成就寺に避難した。天文11年（1542年）、後奈良天皇は法華宗帰洛の綸旨を下し、本国寺は天文16年（1547年）に六条堀川の旧地に再建された。
永禄11年（1568年）、本国寺は織田信長の支持によって再上洛を果たした足利義昭の仮居所（六条御所）となる。翌永禄12年（1569年）には本国寺を居所としていた足利義昭が三好三人衆により襲撃される事件・本圀寺の変が発生した。本国寺はなんとか損傷を免れたものの、信長は本国寺の一部の建物を解体して二条御所（二条城）建築に用いることを決める。本国寺の一部の建物は取り壊され、それぞれの建築物は二条御所に運ばれて再組み立てされたという。さらには屏風や絵画などの本国寺の貴重な什器類までもが運び去られた。
天正13年（1585年）、豊臣秀吉により山城国菱川村（現・京都市伏見区）に朱印地177石が与えられた。天正19年（1591年）、日重により求法檀林（学問所）が開檀される。同年、豊臣秀吉の命により本願寺造立のため、寺地のうち南側の二町を本願寺に割譲している。
加藤清正は当寺を篤く信仰し、開運門を寄進している。

### 近世
元和元年（1615年）に徳川家康は本国寺の寺領を安堵している。水戸藩主徳川光圀が当寺にて生母久昌院の追善供養を行うと、貞享2年（1685年）に光圀は自らの名から一字を本国寺に与え、本国寺は本圀寺と改称した。
正徳元年（1711年）には徳川家宣の襲封祝賀のため来日した朝鮮通信使の宿舎となっている。天明8年（1788年）の天明の大火では経蔵（現存）を除いた本堂や五重塔など伽藍を焼失する。
文久3年（1863年）には鳥取藩士による本圀寺事件が起き、また水戸藩主徳川慶篤に率いられた尊攘派藩士が駐屯し、皇室や徳川慶喜の警固に当たって本圀寺勢（本圀寺党）と呼ばれた。
慶應3年（1867年）徳川昭武に随行し、渡欧した菊池平八郎ら6人の水戸藩士も本圀寺勢である。

### 近代
1872年（明治5年）、学制発布により、求法檀林は廃檀した。1921年（大正10年）、本圀寺は明徳女学校を設立。同校は京都市西京区に移転し、京都明徳高等学校となっている。
1941年（昭和16年）、日蓮宗は顕本法華宗、本門宗と合同して新しい日蓮宗となったが、その際に本末制度を解体した。そのため、本末解体により六百にものぼる本圀寺の旧末寺は離散し、混乱を招いたりした。
1969年（昭和44年）、宗門特選で札幌市本龍寺の伊藤日瑞住職が63世貫首に就任すると、係争中の訴訟の解決を図った。また、伊藤貫首のもとで本圀寺は六条堀川の旧地から京都市郊外の東山区山科（現・山科区）へ移転し、再興を期すこととした。移転先は琵琶湖第一疏水を挟んで天智天皇山科陵（御廟野古墳）のすぐ北側の地である。1971年（昭和46年）、山科移転第一期工事（本師堂など）が完成し落慶法要が営まれた。以後、第二期、第三期工事が順次完成し山容を整え、本圀寺は復興を果たした。後に68世久村日鑒貫首の発案により、当寺は金色の鯱や龍、仁王像に大梵鐘、その他金色ずくめの装飾を施した派手な寺院となったが、104世伊藤日慈貫首晋山後、旧に復されている。
山科移転以前の旧寺地は西本願寺の北側で、現在は本願寺聞法会館や本願寺駐車場となっている。しかし、本圀寺の山科移転後も松林院、瑞雲院、一音院、詮量院、了円院、勧持院、松陽院、林昌院、本妙院、智妙院、本實院、真如院、了光院、智了院、智光院、久成院の塔頭16院は旧地に残り、五条通り南北の猪熊通沿いに所在している。また、六条の旧地にある本圀寺墓地は現在、旧地にある塔頭寺院が管理している。
近年になり、旧末寺寺院、縁故四法縁（莚師法縁、奠師法縁、親師法縁、達師法縁）の中に六条に本圀寺を復興させようとする動きがある。復興の暁には現在ある山科の本圀寺はその奥之院となる予定である。
2021年（令和3年）に、長野県飯田市長源寺から107世早川日章貫首が晋山している。

## 境内
- 大本堂（祖師堂） - 1973年（昭和48年）再建。鉄筋コンクリート製。
- 日蓮聖人像
- 本師堂（釈迦堂） - 1971年（昭和46年）再建。
- 清正宮（清正公廟） - 願満清正大神宮ともいい、加藤清正（せいしょこさま）を祀る。1976年（昭和51年）に六条本圀寺から移築。そもそもは、加藤清正の娘・瑤林院による創建で、清正の生前墓という。
- 清浄院・瑤林院廟
- 納骨堂
- 九頭龍銭洗弁財天
- 玉房稲荷大明神
- 客殿（求法講院） - もとは六条本圀寺の黒書院。1971年（昭和46年）移築。
- 二天門
- 勅使門
- 仁王門 - 2003年（平成15年）再建。
- 旧書院 - もとは六条本圀寺の執事寮。1976年（昭和51年）移築。
- 庫裏 - もとは六条本圀寺の清正宮拝殿。1976年（昭和51年）移築。
- 新書院 - 2002年（平成14年）建立。
- 経蔵（重要文化財） - 慶長12年（1607年）再建。1976年（昭和51年）に六条本圀寺から移築。天明8年（1788年）の天明の大火で唯一焼失を免れた建物。
- 九名大尊神堂
- 鐘楼 - 1973年（昭和48年）再建。後に開運門の横に移された。その際、鐘楼自体を木製の台の上に載せるという珍しい造りに改修されている。梵鐘は文禄2年（1593年）に豊臣秀吉の姉・日秀尼が寄進したもの。
- 開運門（赤門） - 清正門とも呼ばれる。文禄元年（1592年）に加藤清正が寄進したもの。1996年（平成8年）に修復、復元された。
- 人形塚
- 総門「要付関」

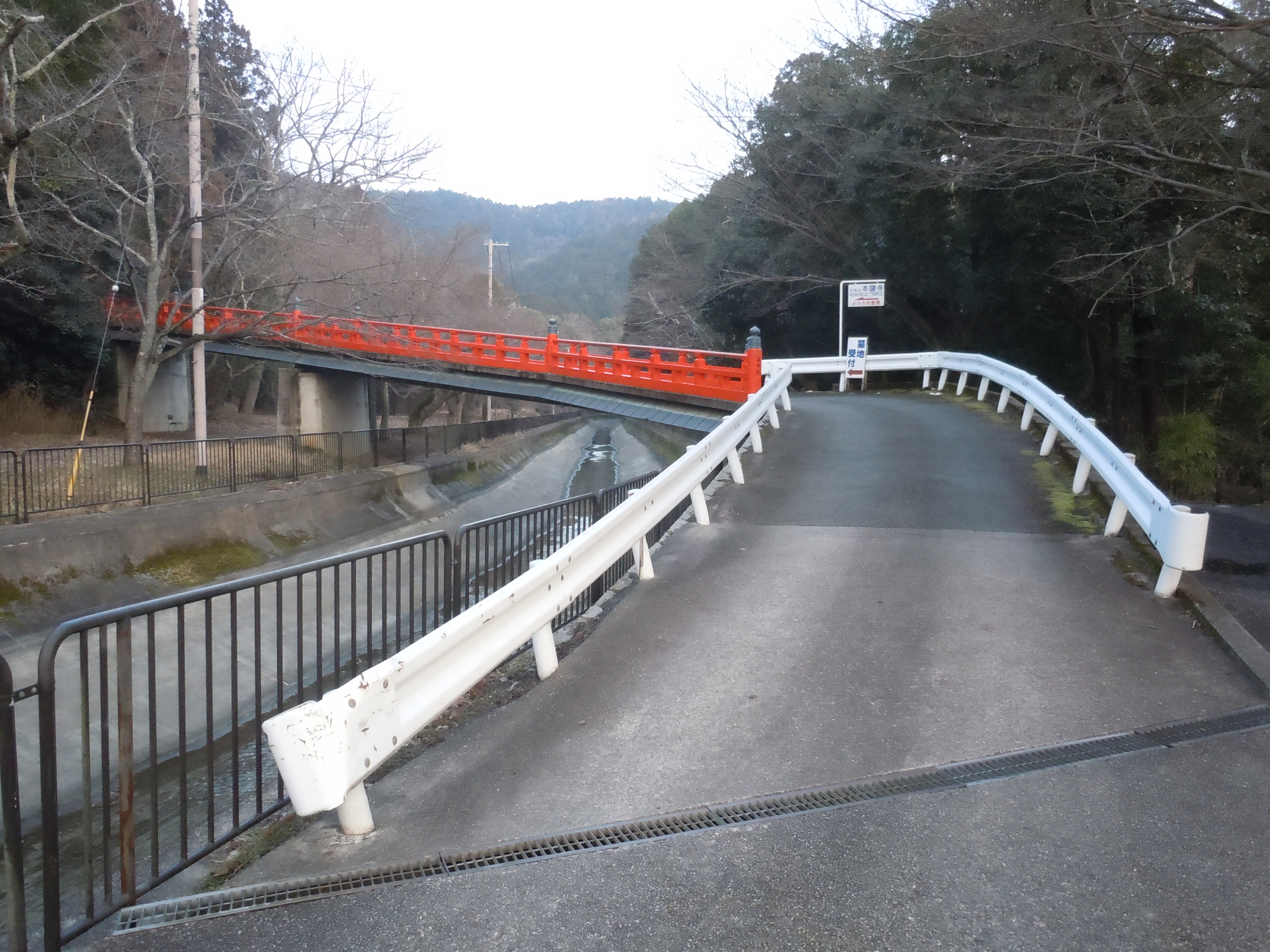
総門の手前にある正嫡橋
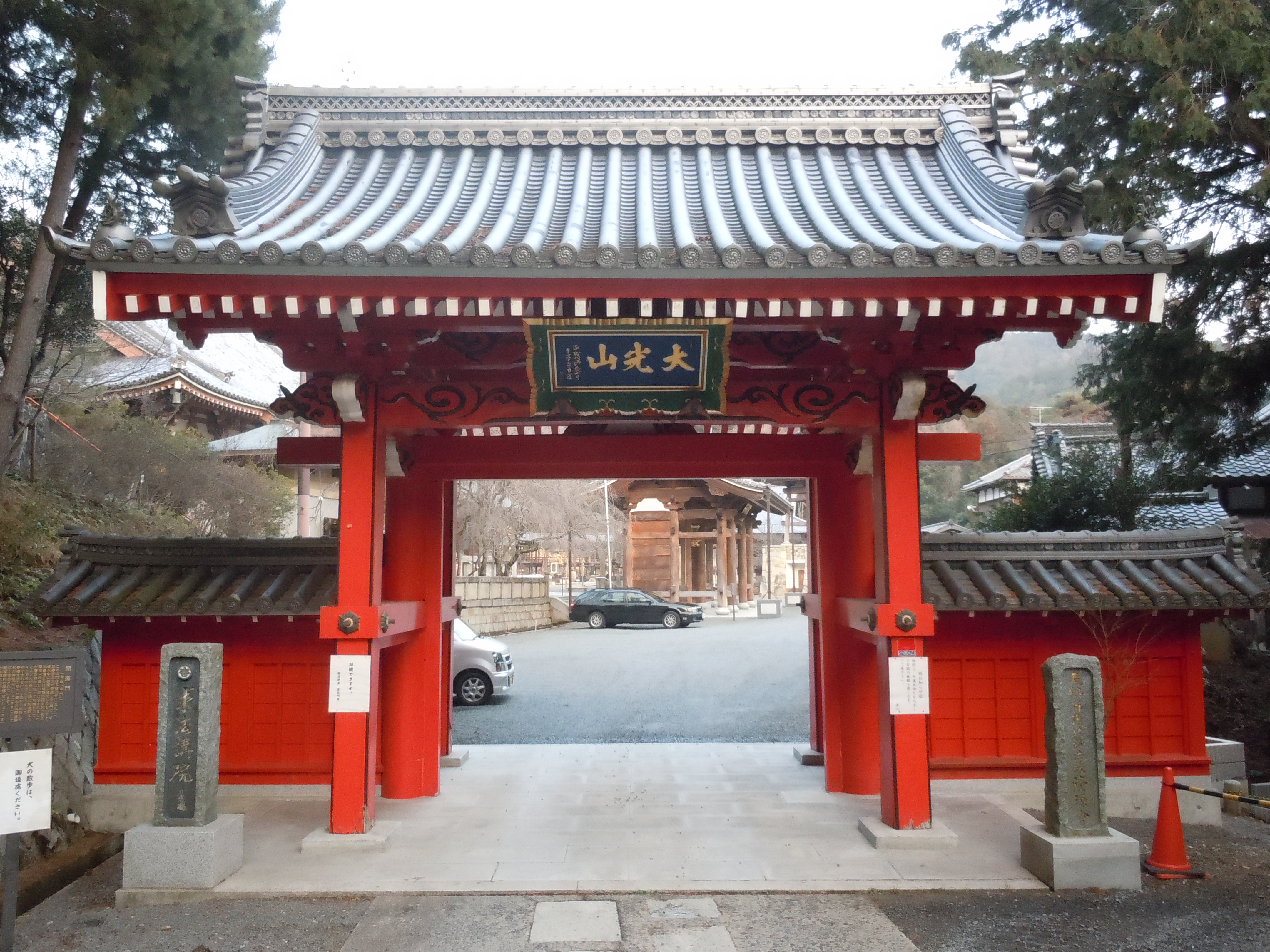
開運門（赤門）
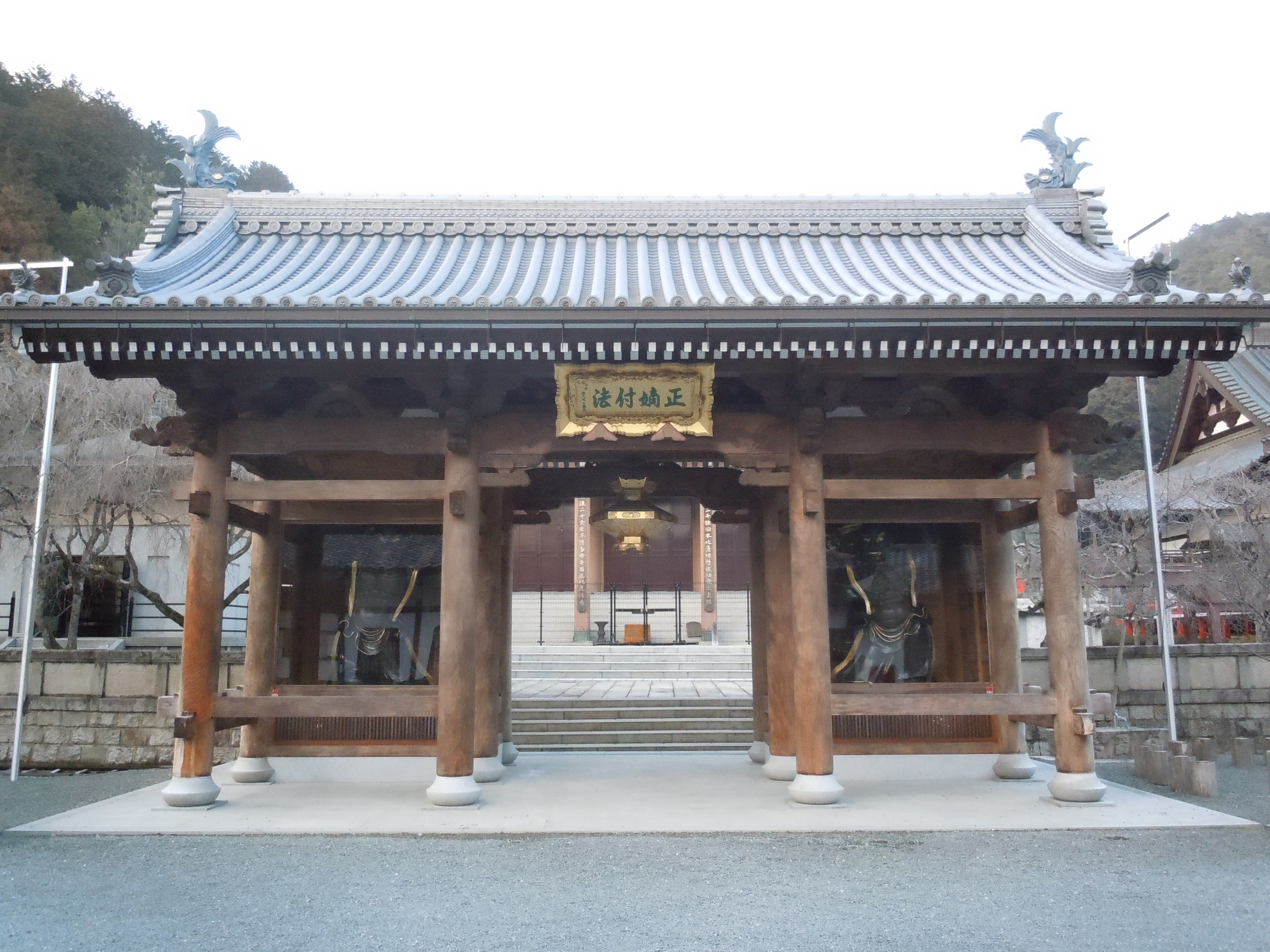
仁王門
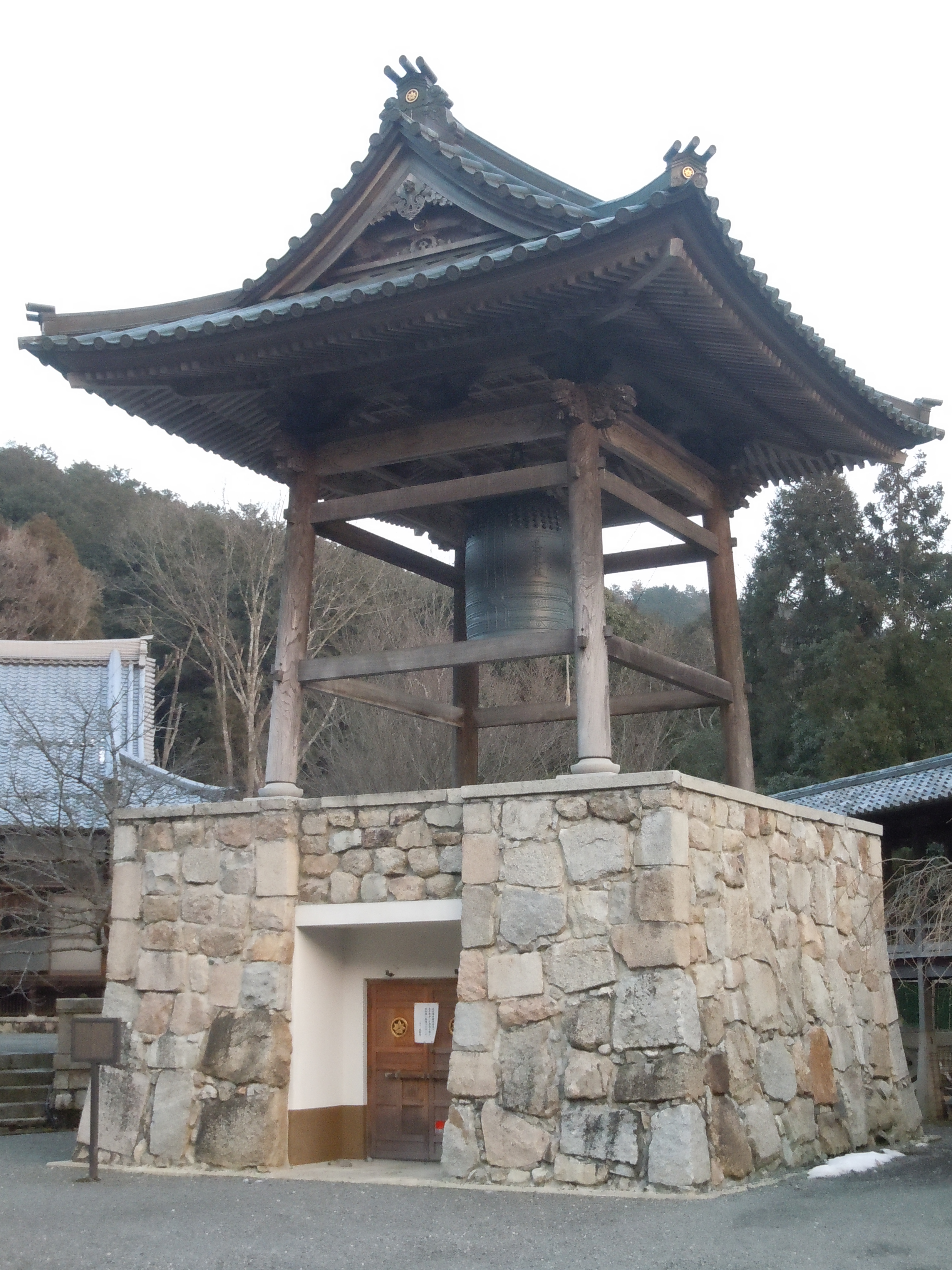
改修される前の鐘楼
日蓮聖人像
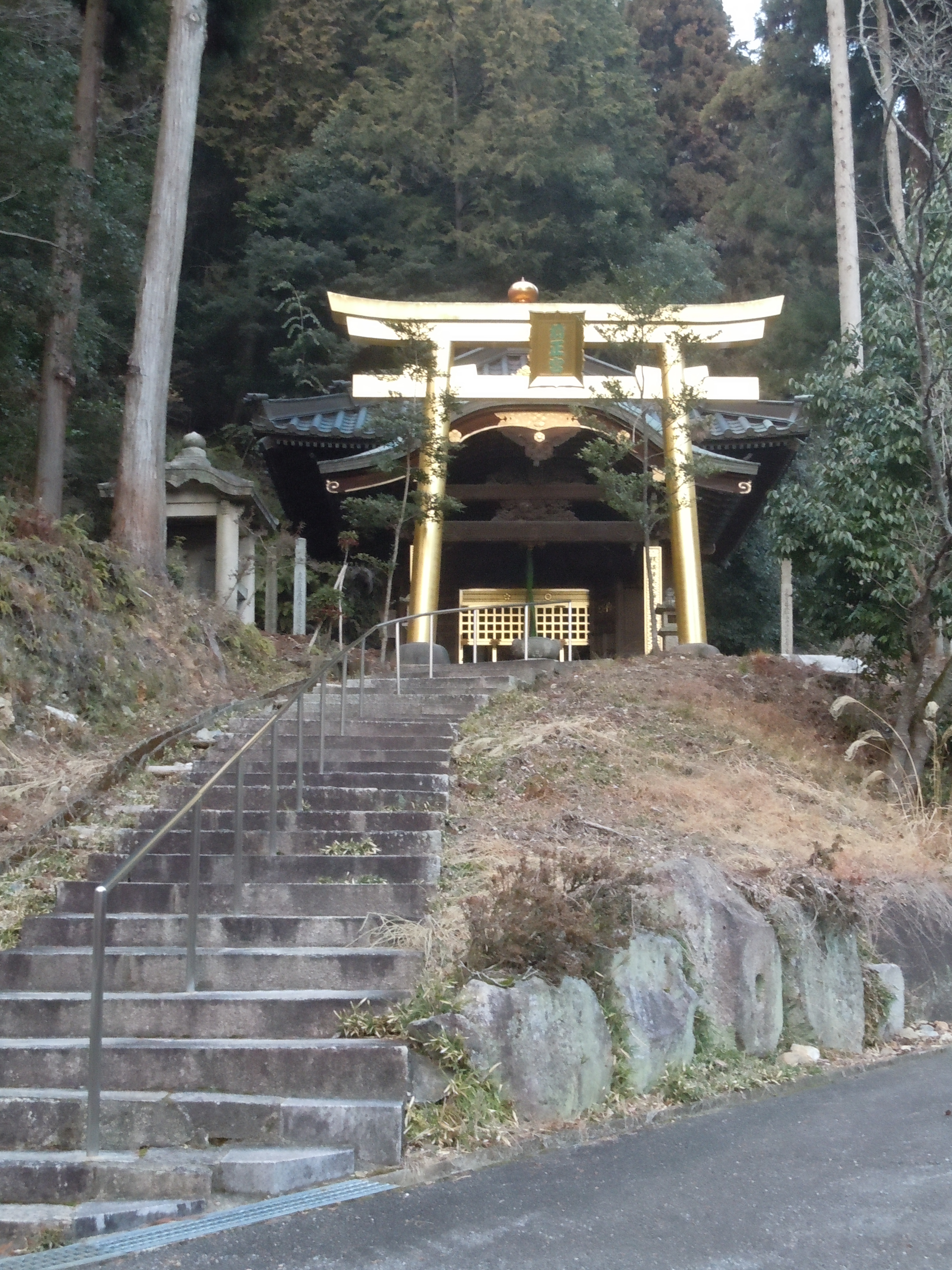
清正宮（清正公廟）

## 法脈
- 高祖日蓮　→　二祖日朗　→　三祖日印　→　四祖日静　→　五祖日伝
- 日経（六世）
- 月厳（七世）
- 日聡（八世）
- 日暁（九世）
- 日円（十世）
- 日尭（十一世）
- 日了（十二世）

## 文化財

### 重要文化財
- 本圀寺経蔵（輪蔵）

## 寺宝
- 三箇の霊宝
  - 立像釈迦像
  - 三赦免状
  - 立正安国論
- 歴代天皇の綸旨
- 日蓮真筆本尊六幅
- 真生廟

## 交通アクセス
京都市営地下鉄御陵駅から徒歩15分。
自動車でも行くことが可能であるが住宅街の中を通る為、道が狭く離合が出来ない箇所があるので注意が必要である。

## 六条門流の主要寺院
- 村雲御所瑞龍寺（滋賀県近江八幡市）
- 広布山本満寺（京都府京都市）
- 向嶋山長源寺（福井県小浜市：六条門流三長、通称小浜本山）
- 誉師山長満寺（愛知県幸田町：六条門流三長、通称三河本山、本圀寺第一末寺）
- 大尭山長遠寺（兵庫県尼崎市：六条門流三長）
- 大光山本圀寺（京都府京都市：六条門流三本、六条門流祖山）
- 高照山本傳寺（大阪府大阪市：六条門流三本）
- 萬歳山本経寺（長崎県大村市：六条門流三本、大村法華根本寺）
- 聖林山本蓮寺（長崎県長崎市）
- 猿畠山法性寺（京都府京都市：京お猿畠、本圀寺末頭）
- 発星山本妙寺（熊本県熊本市：九州総導師）
- 平河山法恩寺（東京都墨田区：江戸触頭、通称本所法恩寺）
- 妙祐山幸龍寺（東京都世田谷区：江戸触頭、通称浅草田甫幸龍寺）
- 妙祐山宗林寺（東京都台東区：江戸触頭、通称谷中宗林寺）
- 金谷山大明寺（神奈川県横須賀市：通称三浦本山）
- 楞厳山妙法寺（神奈川県鎌倉市：通称鎌倉本山、苔寺）
- 海秀山大法寺（富山県富山市：通称呉東本山）
- 法光山清光院妙金寺（栃木県宇都宮市：通称鴛鴦妙金寺）
- 海秀山大法寺（富山県高岡市：通称呉西本山）
- 本城山経王寺（京都府宮津市：通称丹後本山）
- 大乗山法華寺（兵庫県姫路市：通称播磨本山）
- 妙光山本遠寺（愛知県名古屋市：熱田法華堂）
- 長生山妙勝寺（愛知県あま市：通称坂東総本寺）
- 大正山法華寺(北海道帯広市)
- 布教のため堀川の地より去った塔頭
  - 圓龍院　現宗照山圓龍院（愛知県あま市）
  - 本栖院　現信正山本栖寺（京都府京都市）
  - 吉祥院　現妙栄山吉祥院（鳥取県米子市）
  - 持珠院　現海森山持珠院（愛媛県伊方町）
  - 本立院　現日光山本立寺（愛媛県伊方町）
  - 一妙院　現稲龍山一妙院（長崎県長崎市）
  - 円乗院　現長幸山円乗寺（大分県豊後大野市）
  - 心行院　現妙光山心行寺（大分県臼杵市）

## 学校
- 学校法人明徳学園
  - 京都経済短期大学
  - 京都明徳高等学校
  - 京都成章高等学校

## 本圀寺事件
本圀寺事件は、八月十八日の政変前日の文久3年8月17日(1863年9月29日)に当寺において発生した事件である。河田景与をはじめとする鳥取藩の尊王攘夷派藩士22名が、彼らを危険視する宿泊中の側用人黒部権之助、高沢省己、早川卓之丞の3名を惨殺、翌日18日彼らの残書により加藤十次郎が自殺した。この事件は因幡二十士事件、因幡二十二士事件とも呼ばれる。一方、側用人4名にこの事件で殺害された早川の家来の藤井金蔵を加えた5名は本圀寺五烈士あるいは本圀寺事件五烈士と呼ばれる。暗殺者のうち5名は慶応2年8月3日(1866年9月11日)、被害者の遺族により島根県の手結浦で仇討ちされている。